# Molitorosa molitor
Molitorosa molitor là một loài nhện trong họ Lycosidae. Chúng được Philip Bertkau miêu tả năm 1880, thường xuất hiện ở Brazil.